# Fiul Feței Palide
Fiul Feței Palide (titlul original: în engleză Son of Paleface) este un film de parodie western american, realizat în 1952 de regizorul Frank Tashlin, protagoniști fiind actorii Bob Hope, Jane Russell și Roy Rogers. Este o continuare a filmului Față Palidă (The Paleface, regia Norman Z. McLeod) din anul 1948.

## Conținut
Peter Potter Junior, sărbătorește obținerea diplomei universitare la Harvard, după care pleacă cu automobilul spre vest, pentru a prelua moștenirea tatălui său, considerat un erou. În loc de aurul așteptat, întâlnește creditorii tatălui său, care toți își așteaptă banii, însă pe moment, îi poate potoli.
În barul din oraș, juniorul Potter o cunoaște pe cântăreața cu nume bărbătesc „Mike”, rămânând ca trăsnit de frumusețea ei.
Fără să aibe habar, s-a îndrăgostit de șefa unei bande notorii, care a făcut orașul nesigur. Agentul guvernamental Roy Barton, care se dă drept cowboy cântăreț, urmărește banda îndeaproape. Mike este în cele din urmă arestată de Barton. Juniorul, care cu greu se mai poate apăra de creditori, găsește cu prietenul său Ed, o hartă care le arată unde este ascuns aurul. Ed memorează locul și aruncă harta în foc. Descoperirea sa nu trece însă neobservată.
Juniorul ajunge cu automobilul său în orașul fantomă Sterling City, unde se află aurul dar îl găsește pe tovarășul său Ed, mort. Puțin mai târziu, Barton ajunge acolo și îl suspectează de omor pe Junior, care la interogatoriu, încearcă să fugă. Între timp, banda lui Mike se apucă singură de treabă și o scapă pe Mike din închisoare. Mike, călărind sosește în oraș și îi poate neutraliza pe amândoi legându-i. Dar sunt atacați de indienii care conduși de Norul Galben, aveau de încheiat niște socoteli cu fiul lui Față Palidă, din moment ce tatăl lui nu mai era, așa că toți trei se apără împreună de pieile roșii. Mike se alătură celor doi și 
toți trei reușesc să fugă din încercuire, juniorul și Mike cu automobilul, iar Barton călare pe calul său Trigger. Mike îi promite juniorului că dacă scapă de indieni cu viață, se va căsători cu el și întradevăr reușesc să scape de pieile roșii.
Barton descoperă bârlogul bandiților și împreună cu juniorul, după o luptă cu bandiții, reușește să le ia aurul. După ispășirea pedepsei, juniorul o așteaptă pe Mike cu brațele deschise...

## Distribuție
- Bob Hope –  Peter Potter Jr.
- Jane Russell – Mike „the Torch” („Torța”), Delroy
- Roy Rogers – Roy Barton
- Trigger – Trigger, calul lui Roy Barton
- Bill Williams – Kirk
- Lloyd Corrigan – Doc Lovejoy
- Paul E. Burns – Ebenezer ("Eb") Hawkins
- Douglass Dumbrille – șeriful McIntyre
- Harry von Zell – dl. Stoner, bancherul
- Iron Eyes Cody – șeful indienilor, Norul Galben
- William 'Wee Willie' Davis – fierarul
- Charles Cooley – Charley
- Sylvia Lewis – dansatoarea din saloon
- Jean Willes – Penelope
- Cecil B. DeMille – fotograful (cameo, nemenționat)

## Trivia
Și în acest film apare Trigger, calul de rasă palomino, excelent dresat, care la însoțit pe Roy Rogers în aproape toate filmele sale.